# Петков, Добрин
Добри́н Хри́стов Петко́в (болг. Добрин Христов Петков; 24 августа 1923, Дрезден, Германия — 10 февраля 1987, София, Болгария) — болгарский дирижёр, скрипач и пианист. Народный артист НРБ.
Внук политика Добри Петкова, сын скрипача Христо Петкова.

## Биография
Первоначальное музыкальное образование получил у своего отца. В 1947 году окончил Музыкальную академию в Софии по классам дирижирования и композиции у Константа Ламберта и А. Димитрова. Начал выступать на сцене с 1933 года как пианист и скрипач сольно, в ансамбле и в качестве аккомпаниатора. В 1950—1955 годах — дирижёр симфонического оркестра и оперного театра в Русе. В 1956—1962 годах и с 1974 года — главный дирижёр симфонического оркестра в Пловдиве, в 1962—1963 годах — Софийской народной оперы, в 1962—1969 годах — Софийской филармонии (первый в её истории). Много гастролировал за рубежом, в том числе в СССР. Включал в программы сочинения болгарских композиторов.

## Память
- В 1995 году Пловдивскому училищу музикального и танцевального искусства[болг.] присвоено имя музыканта.

## Награды
- 1962 — Димитровская премия
- 1975 — Народный артист НРБ